# Заједница српских општина
Заједница српских општина (ЗСО; алб. Bashkësia e Komunave Serbe) планирано је самоуправно удружење општина са већинским српским становништвом у Републици Косово.
Оснивање ЗСО загарантовано је потписивањем Бриселског споразума из 2013. који су оствариле и закључиле владе Републике Косово и Републике Србије. У складу са надлежностима које су дате Европском повељом о локалној самоуправи и законима Републике Косово, општине у саставу ЗСО би имале право да сарађују колективно кроз ЗСО у вршењу својих овлашћења. Она би имала пун увид у областима економског развоја, образовања, здравства, урбаног и руралног планирања.
Очекивало се да ЗСО буде званично успостављена до 2015. године, али је њено формирање одложено због сукоба око обима овлашћења. Као део Споразума о нормализацији уз посредовање Европске уније, који су лидери Републике Косово и Србије прихватили у марту 2023. године, Република Косово би се одмах укључила у дијалог са ЕУ како би обезбедила формирање ЗСО. Међутим, и након тога ЗСО није формирана, док су званичници Републике Косово изјавили да је никада неће ни формирати.

## Историја

### 1999–2013: Позадина
Након завршетка рата на Косову и Метохији (1998—1999), мисија Уједињених нација (УНМИК), покренута Резолуцијом Савета безбедности ОУН 1244, преузела је формалну контролу над српском покрајином Косовом и Метохијом. У покрајини је према последњем југословенском попису становништва 1991. живело 194.190 Срба (9,9% укупног становништва). Током и после рата, услед континуираних напада албанских екстремиста и припадника Ослободилачке војске Косова, многи од њих су постали избеглице и интерно расељена лица. Процене бележе да се око једне трећине иселило у регион Централне Србије.
У фебруару 2003. основана је Скупштина Заједнице општина Аутономне Покрајине Косово и Метохија са седиштем у Северној Косовској Митровици, као заједница општина са српском већином на Косову и Метохији. Влада Косова у оквиру привремених институција самоуправе (ПИС) ју је сматрала нелегитимном.
Године 2005, у оквиру преговора између представника Србије и Косова, српска страна се позвала на успостављање српских општина и уставну и правну заштиту Срба. Специјални представник УН (УНОСЕК) Серен Јесен Петерсен и председник Косова Неџат Даци изјавили су да је подела Косова и Метохије неприхватљива.
Народни посланици Скупштине Косова махом албанске националности су 17. фебруара 2008. донели Декларацију о независности Косова и једнострано прогласили независност од Србије. Декларација о независности Косова крши Устав Србије и Резолуцију 1244, којом је Савезној Републици Југославији (данас Србији) гарантован суверенитет и територијални интегритет над Косовом и Метохијом и предвиђено да се о будућности Косова и Метохије морају усагласити српска и албанска страна.

### 2013–2015: Бриселски споразум
У складу са Бриселским споразумом, планирано је успостављање Заједнице српских општина са седиштем у Северној Косовској Митровици. За разлику од претходне заједнице коју је предложила Србија, она нема никакву законодавну власт, имајући само „пуну надзорну моћ у областима економског развоја, образовања, здравства, урбаног и руралног планирања” у складу са Европском повељом о локалној самоуправи и законом Републике Косово.
Њено формирање предвиђено је Бриселским споразумом потписаним између представника Србије и Републике Косово. Потписивањем Бриселског споразума, Србија је започела с преговорима о приступању Европској унији. Бриселским споразумом је такође договорено да Србија неће блокирати приступање Републике Косово Европској унији и обрнуто. Бриселски споразум похвалио је и генерални секретар ОУН Бан Кимун који је рекао да он гарантује широка овлашћења општинама са српском већином на Косову и Метохији. Заједница би обухватала наредне општине: Северна Косовска Митровица, Зубин Поток, Лепосавић, Звечан, Штрпце, Клокот, Грачаница, Ново Брдо, Ранилуг и Партеш.
У једном интервјуу за Радио-телевизију Косова, председник Владе Републике Косово Хашим Тачи рекао је да је успостављање Заједнице српских општина у суштини прихватљиво Уставом Републике Косово и Ахтисаријевим планом, док је лидер странке Алијанса за будућност Косова Рамуш Харадинај то подржао рекавши да Устав Републике Косово дозвољава удруживање општина, али без законодавне, судске или извршне власти. У новембру 2014. Љубомир Марић, један од координатора са дужношћу успостављања Заједнице српских општина, изјавио је да ће она бити заснована на моделу Јужног Тирола у Италији и да очекује успостављање још две српске општине у Гори и Прилужју.
Горанци су изјавили да желе да се општина Гора (општина према законима Србије са горанском већином, коју су представници ПИС спојили са албанским насељеним Опољем и формирли општину Драгаш која има албанску већину) придружи Заједници српских општина. Дана 3. новембра 2013. око 70% Горанаца подржавало је успостављање општине Гора као дела Заједнице српских општина.

### 2015—2023: Застој
Дана 9. новембра 2015. покушај Републике Косово постане чланица Унеска није успео због недостатка потребних 2/3 гласова за на Генералној конференцији Унеска. Дан касније, 10. новембра 2015, Влада Републике Косово замрзла је претходно потписани Споразум о успостављању Заједнице српских општина. Одлуку је осудио министар спољних послова Србије Ивица Дачић назвавши је „претњом регионалној стабилности” и „великим ударом на бриселски дијалог”. У децембру 2015. Уставни суд Републике Косово прогласио је делове Бриселског споразума из 2013. године неуставним. Од тада је реализација Бриселског споразума стављена на чекање, а Република Косово је упала у политичку кризу уз сталне сукобе између странака Албанаца у влади и опозицији, при чему су поједине странке подржавале Споразум, а друге га критиковале, говорећи да ће Срби бити „привилеговани” ако би Бриселски споразум био спроведен, иако је ЗСО имала за циљ да побољша живот Срба који живе у суровим условима у српским енклавама.
У септембру 2017, након парламентарних избора у Републици Косово, политичка странка Српска листа сагласила се да формира Владу Републике Косово коју предводи Рамуш Харадинај, под главним условом да се успостави Заједница српских општина.

### 2023: Споразум о нормализацији односа
Лидери Републике Косово и Србије су 27. фебруара 2023. прихватили предложени Споразум Европске уније о нормализацији и договорили мапу пута за његову примену 18. марта 2023. Према условима Споразума, Република Косово ће одмах покренути дијалог са Европском унијом како би се обезбедио „одговарајући ниво самоуправе” за етничку српску заједницу. Влада Републике Косово добила је 15 европских модела за локалну самоуправу и заштиту мањина како би развила одговарајући систем. Нацрт статута за формирање Заједнице српских општина представили су лидери ЕУ 26. октобра 2023. године, а лидери Републике Косово и Србије изразили су спремност да спроведу своје обавезе.
Министарка спољних послова Републике Косово Доника Гервала Шварц је 15. маја 2024. у писму председнику Парламентарне скупштине Савета Европе Теодоросу Русопулоу навела да ће Република Косово, зарад чланства у тој организацији, припремити „Нацрт закона за успостављање Заједнице општина са српском већином”, као и да ће га доставити Уставном суду Републике Косово на мишљење о његовој уставности до краја маја 2024. Нацрт закона је инспирисан предлогом који је саставила Фондација Фридрих Еберт, немачки труст мозгова у јануару 2023. Међутим, то се није десило.

## Општине
Заједница би обухватала ове општине: Северна Косовска Митровица, Зубин Поток, Лепосавић, Звечан, Штрпце, Клокот, Грачаница, Ново Брдо, Ранилуг и Партеш. Укупна површина ових општина износи 1,708 km² (659 квадратних миља) (15.66% укупне површине Косова).
Следећа табела приказује податке о површини и становништву ових општина:
| Општина                    | Округ              | Локација                | Површина у | Становништво |
| -------------------------- | ------------------ | ----------------------- | ---------- | ------------ |
| Северна Косовска Митровица | Косовскомитровачки | Север Косова и Метохије | 11         | 29.460       |
| Лепосавић                  | Косовскомитровачки | Север Косова и Метохије | 539        | 18.600       |
| Звечан                     | Косовскомитровачки | Север Косова и Метохије | 122        | 16.650       |
| Зубин Поток                | Косовскомитровачки | Север Косова и Метохије | 335        | 15.200       |
| Штрпце                     | Урошевачки         | Енклаве                 | 247        | 13.630       |
| Грачаница                  | Приштински         | Енклаве                 | 131        | 10.675       |
| Ново Брдо                  | Приштински         | Енклаве                 | 204        | 9.670        |
| Ранилуг                    | Гњилански          | Енклаве                 | 78         | 5.800        |
| Клокот                     | Гњилански          | Енклаве                 | 23         | 2.556        |
| Партеш                     | Гњилански          | Енклаве                 | 18         | 1.738        |
| Укупно                     | Укупно             | Укупно                  | 1,708      | 123.979      |

## Демографија
Процењује се да се становништво Заједнице креће између 70.000 и 125.000 становника. Тачан број становништва није познат, због бојкота пописа становништва на северу Косова 2011. године и делимичног бојкота у енклавама на југу Србије.

### Етничке групе
На Косову и Метохији постоји седам општина са већинским српским становништвом. Албанско становништво у овим општинама кретало се до 25%, са релативном већином у Новом Брду, Штрпцу и Клокоту. Међутим, након проглашења независности 2008. године и кризе на северу Косова (2011–2013), албанско становништво у том подручју преселило се у друге градове са албанском већином, попут Косовске Митровице и других, остављајући апсолутно већинско српско становништво у северним градовима. Остале етничке групе укључују Бошњаке, Горанце, Роме и друге.
ЕЦМП „позива на опрез позивајући се на попис становништва из 2011. године”, због бојкота општина са српском већином на северу Косова и делимичног бојкота Срба и Рома на југу Косова.
Следећа табела приказује етнички састав ових општина на основу процена:
| Општине                           | Срби   | Срби | Албанци | Албанци | Остали | Остали | Укупно  | Референца      |
| Општине                           | Број   | %    | Број    | %       | Број   | %      | Укупно  | Референца      |
| --------------------------------- | ------ | ---- | ------- | ------- | ------ | ------ | ------- | -------------- |
| Грачаница                         | 7.209  | 67,7 | 2.474   | 23,2    | 973    | 9,1    | 10.656  | Попис 2011.    |
| Клокот                            | 1.362  | 43,2 | 1.775   | 56,3    | 17     | 0,5    | 3.154   | Попис 2011.    |
| Лепосавић                         | 18.000 | 96,3 | 300     | 1,6     | 400    | 2,1    | 18.700  | Процена (ОЕБС) |
| Ново Брдо                         | 3.112  | 46,4 | 3.524   | 52,4    | 83     | 1,2    | 6.729   | Попис 2011.    |
| Северна Косовска Митровица        | 22.530 | 76,6 | 4.900   | 16,6    | 2.000  | 6,8    | 29.430  | Процена (ОЕБС) |
| Партеш                            | 1.785  | 99,9 | 0       | 0       | 2      | 0,1    | 1.787   | Попис 2011.    |
| Ранилуг                           | 3.692  | 95,5 | 164     | 4,2     | 10     | 0,3    | 3.886   | Попис 2011.    |
| Штрпце                            | 3.148  | 46,5 | 3.575   | 52,8    | 44     | 0,7    | 6.767   | Попис 2011.    |
| Зубин Поток                       | 13.900 | 93,3 | 1.000   | 6,7     |        |        | 14.900  | Процена (ОЕБС) |
| Звечан                            | 16.000 | 96,1 | 350     | 2,1     | 300    | 1,8    | 16.650  | Процена (ОЕБС) |
| Општине Заједнице српских општина | 91.161 | 80,9 | 17.649  | 15,7    | 3.829  | 3,4    | 112.639 |                |

## Критике

### Критике у албанској заједници
Бриселски споразум између Београда и Приштине критиковали су представници Албанаца у Јужној Србији, јер верују да њиме Косово даје аутономију Србима, а самим тим и они захтевају сличан ниво аутономије у општинама на југу Србије које имају већинско албанско становништво. Албанска странка Самоопредељење такође је организовала насилне протесте против споразума, јер верују да би ЗСО умањила суверенитет Косова и појачала етничку поделу. Појединци у албанској заједници су се жалили да је у замену за укидање паралелних српских институција и учешће Срба на изборима споразум који је довео до оснивања ЗСО, чиме је отворен простор за законски санкционисано мешање Србије у локалну управу, а тиме је урушен суверенитет Косова. Многи су тврдили да су већ учињени бројни уступци у замену за међународна признања Косова.

### Критике у српској заједници
Демократска странка Србије је критиковала Бриселски споразум, тврдећи да се у њему не помињу Србија, њен Устав и закони, нити Резолуција Савета безбедности ОУН 1244, док се помињу Устав и закони Косова, те је стога захтевала референдум који би се тицао овог питања. Српска православна црква назвала је споразум „потпуним повлачењем институционалног присуства Србије са територије њене јужне покрајине, о успостављању ограничене аутономије српске заједнице на простору северно од моста на Ибру у Косовској Митровици, у оквиру Тачијевог естаблишмента”. Срби на Северном Косову су се такође окупили против споразума, као и за подршку наставку владавине Скупштине Заједнице општина Аутономне Покрајине Косово и Метохија. Страховали су да то представља повлачење Србије са Косова и Метохије, а да ће тиме доћи до смањења нивоа личних примања и нижих стандарда у погледу квалитета јавних услуга када буду пребачени из система Србије у систем Косова.